# Убельор, Фридрих
Фридрих Юбельхёр (нем. Leonardo Conti;  25 сентября 1893 года, Ротенбург-об-дер-Таубер —  31 декабря 1950 года) — немецкий партийный и государственный деятель Третьего рейха, член НСДАП, бригадефюрер СС.

## Биография
Родился  25 сентября 1893 года в Ротенбурге-на-Таубере.
Посещал начальную школу и Прогимназию в Ротенбурге-на-Таубере и Старую гимназию в Вюрцбурге до 1904 года . В 1914 году вступил в 14-й Баденский пеший артиллерийский полк. Четыре года участвовал в Первой мировой войне на Западном фронте в составе штаба Главного командования 1-й армии. Юбельхёр был награжден Железным крестом обеих степеней и орденом Церингерского льва. После войны он присоединился к  фрайкору под командованием Леттова-Форбека.
В течение пяти семестров изучал право и политологию во Фрайбурге и Вюрцбурге, после чего приобрел ученую степень Диплом-Кауфманн. В 1922 году он присоединился к НСДАП (партийный билет №11707).
Стал крейслейтером в Наумбурге (Заале) в 1931 году. На выборах в Рейхстаг в марте 1933 года он был избран в рейхстаг как кандидат от НСДАП по избирательному округу 11 (Мерзебург), и оставался депутатом беспрерывно до мая 1945 года. Он был избран мэром Наумбурга (с 1933 по 1939 год), а также возглавлял НСДАП в Гау Галле-Мерзебург.
За участие в аннексии Судетской области и аншлюсе Уэбельхер получил звание бригадефюрера шуцштаффеля. После оккупации Польши он служил инспектором в Рейхсгау Вартеланд. 10 декабря 1939 года в Лодзи он приказал построить еврейское гетто, меру, которую он назвал лишь временной, добавив, что «Создание гетто, конечно, является лишь временной мерой […] Конечная цель должна заключаться в том, чтобы мы полностью выжгли эту чумную заразу».
В начале октября 1941 года между Убельхером и Рейнхардом Гейдрихом возник конфликт из-за запланированной депортации 60 000 немецких евреев в и без того переполненное Лодзинское гетто. В письме Юбельхеру Гейдрих пригрозил сделать «соответствующие выводы», если Юбельхер не изменит свою позицию. В результате переговоров с Адольфом Эйхманом число депортированных в конечном итоге было снижено до 20 000 евреев и 5 000 цыган, а остальные были отправлены в другие гетто. В ноябре того же года, чтобы развеять сомнения Юбельхера по поводу поджогов гетто, устроенных цыганами, Генрих Гиммлер посоветовал Юбельхёру расстреливать десять цыган за каждый пожар, вспыхивающий в гетто. Те цыгане, которые не погибли в Лодзинском гетто, были казнены в газвагенах в январе 1942 года в Хелмно.
Уэбельхер был уволен с поста губернатора Лодзи в декабре 1942 года после того, как Артур Грейзер обвинил его в растрате. Обвинения в конечном итоге остались недоказанными, но подозрения нанесли ущерб его репутации и остановили его продвижение в СС. Он был возобновлён на службе в январе 1944 года на должности губернатора округа Мерзебург.
Юбельхёр исчез в последние дни Второй мировой войны и остался пропавшим без вести. Суд установил дату его смерти 31 декабря 1950 года.
Материалы дела Убельхера сейчас хранятся в берлинском филиале Федерального архива. В этом деле собраны материалы с 1914 по 1945 годы.